# Ignacio Ordóñez
Ignacio Ordóñez Barcena (ur. 22 lutego 1966 w Bilbao, zm. 7 października 2020) – hiszpański zapaśnik walczący w stylu wolnym. Olimpijczyk z Los Angeles 1984, gdzie zajął dwudzieste miejsce w wadze półśredniej. 
Zajął siódme miejsce na mistrzostwach Europy w 1984 roku.

## Letnie Igrzyska Olimpijskie 1984
| Konkurencja      | Rundy eliminacyjne       | Rundy eliminacyjne    | Klas. końcowa |
| Konkurencja      | Przeciwnik I             | Przeciwnik II         | Miejsce       |
| ---------------- | ------------------------ | --------------------- | ------------- |
| 74 kg styl wolny | Selahattin Sağan (TUR) P | Shaban Sejdiu (YUG) P | 20.           |